# Hybanthus verticillatus
Hybanthus verticillatus là một loài thực vật có hoa trong họ Hoa tím. Loài này được (Ortega) Baill. mô tả khoa học đầu tiên năm 1873.